# Condeixa-a-Nova
Condeixa-a-Nova (kõ'dɐiʃɐ ɐ 'nɔvɐ) è un comune portoghese di 17 078 abitanti situato nel distretto di Coimbra.

## Storia
Ai tempi dell'Impero romano Conimbriga era una grossa città della provincia della Lusitania, ma di non particolare importanza al di fuori della regione. Dopo che nel V secolo fu invasa dagli Svevi, fu occupata nell'VIII secolo dagli Arabi. Nel corso dei secoli VII e VIII gli abitanti di Conimbriga lasciarono la loro città e fondarono Condeixa, l'attuale Condeixa-a-Velha. Nel corso della Reconquista, Alfonso I del Portogallo occupò la zona e fondò il Monastero della Santa Croce a Coimbra. I monaci fondarono di conseguenza Condeixa-a-Nova. La prima citazione ufficiale di Condeixa-a-Nova risale all'anno 1219.
Re Manuele I del Portogallo concesse alla località per la prima volta nel 1514 il rango di "città" elevandola a Vila (Cittadina). Nel 1541 divenne una città autonoma. Nel corso delle guerre napoleoniche nella penisola iberica, la località patì gravi distruzioni nel 1811 a opera delle truppe francesi e andò in rovina.
Con la vittoria della Rivoluzione Liberale portoghese del 1822 la località riprese a crescere. Nel 1838 Condeixa-a-Nova divenne un distretto autonomo su impulso della regina Maria II del Portogallo e nel 1845 venne nuovamente innalzata al rango di Vila.

## Società

### Evoluzione demografica
| Popolazione di Condeixa-a-Nova (1849 – 2004) | Popolazione di Condeixa-a-Nova (1849 – 2004) | Popolazione di Condeixa-a-Nova (1849 – 2004) | Popolazione di Condeixa-a-Nova (1849 – 2004) | Popolazione di Condeixa-a-Nova (1849 – 2004) | Popolazione di Condeixa-a-Nova (1849 – 2004) | Popolazione di Condeixa-a-Nova (1849 – 2004) | Popolazione di Condeixa-a-Nova (1849 – 2004) | Popolazione di Condeixa-a-Nova (1849 – 2004) |
| -------------------------------------------- | -------------------------------------------- | -------------------------------------------- | -------------------------------------------- | -------------------------------------------- | -------------------------------------------- | -------------------------------------------- | -------------------------------------------- | -------------------------------------------- |
| 1849                                         | 1900                                         | 1930                                         | 1960                                         | 1981                                         | 1991                                         | 2001                                         | 2004                                         |                                              |
| 8733                                         | 11875                                        | 12149                                        | 13555                                        | 13257                                        | 13027                                        | 15340                                        | 16459                                        |                                              |

## Freguesias
- Anobra
- Condeixa-a-Velha e Condeixa-a-Nova
- Ega
- Furadouro
- Sebal e Belide
- Vila Seca e Bem da Fé
- Zambujal